# Nuuk Taxi
Nuuk Taxi er et taxaselskab i Nuuk i Grønland. Selskabet er en fusion af to taxaselskaber, Godthåb Taxa og Minitaxa. Selskabet har cirka 1 million kørsler om året og kører døgnet rundt, året rundt, kun afbrudt af ekstreme vejrfænomener.

## Historie
Den første taxatjeneste i Nuuk blev oprettet den 5. august 1960. Taxatjenesten bestod i begyndelsen af en enkelt grøn folkevogn med lad som var konverteret til en taxa.
Den 1. august 1971 oprettedes så Minitaxa som havde åbningstider fra 06 til 01. Den 1. december 1971 blev styringen flyttet til Tuapannguit og blev nu døgnbemandet. Taxatjenesten var på dette tidspunkt ikke en rentabel forretning og selskabets regnskab var afhængig af Godthåb Olietransport og Godthåb Bådeforening, som begge blev serviceret af centralpasserne. Den 11. april 1984 slog to andre mindre taxaselskaber sig sammen og dannede Godthåb Taxa. Godthåb Taxa blev fusioneret den 6. juli 2004 med Minitaxa hvorved det nuværende selskab Nuuk Taxi bliver oprettet.